# Usulután Este
Usulután Este es uno de los 44 municipios de El Salvador ubicado en la región este del Departamento de Usulután, en El Salvador. Con una extensión de 831,82 km² y una población de 149,297 habitantes. El municipio se organiza en diez distritos: California, Concepción Batres, Ereguayquín, Jucuarán, Ozatlán, Santa Elena, San Dionisio, Santa María, Tecapán y Usulután.

## Historia
El municipio de Usulután Este se encuentra en una región con una historia profundamente ligada al desarrollo económico y social del oriente de El Salvador. La zona ha sido habitada desde tiempos prehispánicos por comunidades indígenas lencas y luego por nahuas-pipiles, quienes dejaron rastros de su presencia en la toponimia y en antiguas estructuras.
Uno de los distritos más importantes del municipio es Usulután, que en tiempos coloniales fue un importante centro de producción agrícola y ganadera. En el siglo XIX, con la expansión del cultivo de café y añil, la ciudad se consolidó como un eje comercial y administrativo en la región oriental, atrayendo población y dinamizando la economía local.
Otro distrito de gran relevancia histórica es Jucuarán, una zona que ha mantenido su conexión con la costa y que, debido a su cercanía con la bahía de Jiquilisco, ha sido un punto clave para la actividad pesquera y comercial. Durante la época colonial y en el siglo XIX, esta área fue utilizada para el comercio marítimo, conectando a Usulután con otras regiones del país y del extranjero.
El distrito de Concepción Batres surgió a partir de haciendas agrícolas que se expandieron en el siglo XIX. Fue un importante productor de caña de azúcar y granos básicos, sectores que siguen siendo clave en su economía. A lo largo del siglo XX, el crecimiento poblacional llevó a su consolidación como un distrito con identidad propia dentro del municipio.
Por otro lado, Santa Elena y Ozatlán comparten un origen similar, naciendo como comunidades rurales que crecieron alrededor de haciendas y estancias ganaderas durante la época colonial y republicana. Ambos distritos se beneficiaron de la construcción de infraestructura vial que mejoró su conexión con Usulután y otras regiones.
Distritos como San Dionisio, Santa María, Tecapán, California y Ereguayquín tienen una historia común basada en la expansión de pequeños asentamientos agrícolas a lo largo del siglo XIX y XX, con poblaciones dedicadas a la producción de café, caña de azúcar y otros cultivos. Estos distritos han mantenido un crecimiento modesto, consolidándose principalmente como comunidades agrícolas y ganaderas.
La historia de Usulután Este ha estado marcada por cambios administrativos y económicos a lo largo del tiempo, evolucionando desde una zona dispersa de comunidades rurales hasta la integración de un municipio con fuerte identidad regional. La creación de Usulután Este en la reforma municipal de 2023 reorganizó estos distritos bajo una nueva administración, fortaleciendo su desarrollo conjunto y facilitando la planificación territorial y económica.

## Educación
El municipio de San Miguel Oeste cuenta con un total de 194 centros educativos distribuidos en sus diez distritos, ofreciendo educación desde el nivel parvularia hasta la educación media, según datos del Ministerio de Educación.
A pesar de la amplia cobertura en educación básica y media, el municipio cuenta únicamente con una sede educativa de educación superior, la sede regional de la Universidad Gerardo Barrios la cual cuenta con una limitada lista de carreras, lo que obliga a los jóvenes que desean estudiar carreras diferentes a trasladarse a otros municipios. La mayoría opta por viajar a San Miguel Centro, donde se encuentran universidades como la Universidad de El Salvador, la Universidad de Oriente y la Universidad Gerardo Barrios (sede principal), entre otras.